# Germanodactylus
 Germanodactylus  („Deutscher Finger“) ist eine Gattung der Kurzschwanzflugsaurier aus dem Oberjura. Die Gattung wurde 1964 durch den chinesischen Paläontologen C. C. Young (eigentlich Yang Zhongjian) für ein ursprünglich von Carl Wiman als Pterodactylus cristatus („Pterodactylus mit Kamm“) beschriebenes Fossil aufgestellt.
Es wurden zwei Arten beschrieben: Germanodactylus cristatus aus dem Solnhofener Plattenkalk und Germanodactylus rhamphastinus, der in stratigraphisch jüngerem Gestein auf dem Gebiet der schwäbischen Gemeinde Daiting gefunden wurde. Außerdem werden Wirbel, Ellen, Speichen, Schien- und Wadenbeine sowie einige Fingerglieder des Flugknochens Germanodactylus zugeordnet, die in Südwest-England in Kimmeridge an der Jurassic Coast gefunden wurden. Die Funde in England sind geologisch älter als die bayerischen Fossilien und somit die ältesten Überreste von Kurzschwanzflugsauriern überhaupt.
G. cristatus hatte eine Flügelspannweite von 98 Zentimetern, sein Schädel war 13 Zentimeter lang. G. rhamphastinus war größer, mit einem 21 Zentimeter langen Schädel und einer Flügelspannweite von 108 Zentimetern. Typisch für Germanodactylus ist ein niedriger Knochenkamm in der Mitte des Schädel, der über den Nasenlöchern beginnt und über den Augen (G. cristatus) bzw. am Hinterkopf (G. rhamphastinus) endet. Die Tiere hatten kräftige, aber relativ kurze Zähne. Die Schnauzenspitze war zahnlos und endete möglicherweise in einem Hornschnabel.